# Shlomo Lahat
Shlomo Lahat, dit Chich, né Salo Lindner le 9 novembre 1927 à Berlin (Allemagne) et mort le 1er octobre 2014  à Tel Aviv, est un officier de Tsahal et un homme politique israélien.

## Biographie
Né en Allemagne, il émigra en Palestine mandataire avec sa famille en 1933, lorsque Hitler arriva au pouvoir. La famille s'établit à Rehovot.

### Militaire
Après avoir étudié le droit à l'université hébraïque de Jérusalem, il servit à partir de 1944 dans l'organisation paramilitaire Haganah, puis dans l'Armée de défense d'Israël à partir de 1948. En 1956, il fut le premier officier israélien à étudier au collège militaire de Fort Leavenworth, au Kansas. À son retour, il est devenu instructeur à l'école d'officiers de l'armée israélienne. 
Pendant la Guerre des Six Jours, il fut nommé gouverneur de Jérusalem-Est, puis commandant des Forces armées au Sinaï en 1969. Pendant la Guerre d'usure, il commanda les opérations autour du canal de Suez. Enfin, de 1970 à 1973, il dirigea le département des ressources humaines de l'armée.

### Maire de Tel Aviv
En 1974, il devint le huitième maire de Tel Aviv. Membre du Likoud, il fut réélu à trois reprises jusqu'en 1993. Pendant ces vingt années, il transforma Tel Aviv en une ville de culture et de tourisme. Son nom a été donné à la promenade qui longe la plage.
Il est mort d'une infection pulmonaire le 1er octobre 2014 à l'âge de 86 ans.